# مل برانت
ملویل «مل» برانت (انگلیسی: Melville "Mel" Brandt؛ ۱۸ ژوئن ۱۹۱۹ – ۱۴ مارس ۲۰۰۸) بازیگر، صدا پیشه و بازیگر تلویزیون اهل ایالات متحده آمریکا بود.